# Wladimir Kirillowitsch Swetilko
Wladimir Kirillowitsch Swetilko (russisch Владимир Кириллович Светилко, wiss. Transliteration Vladimir Svetilko; * 28. September 1915 in Tambow; † 28. März 1996 in Tiflis, Georgien) war ein sowjetischer Gewichtheber.

## Werdegang
Wladimir Swetilko war als Angehöriger sowjetischer Sicherheitsorgane in Georgien stationiert und betrieb ab Anfang der 1940er Jahre als Sport Gewichtheben. Er gehörte zunächst Dynamo Batumi an und wechselte dann zu Dynamo Tiflis. Nach seinem Einsatz im Deutsch-Sowjetischen Krieg von 1941 bis 1943 nahm er sehr erfolgreich an den sowjetischen Meisterschaften teil. Er gewann viermal den sowjetischen Meistertitel im Leichtgewicht und errang weitere vier Platzierungen unter den drei ersten Siegern. In Anbetracht der harten Konkurrenz eines Nikolai Schatow, Israil Mechanik und Georgi Popow sind das herausragende Resultate. 1946 und 1950 konnte er, jeweils in Paris, an den Weltmeisterschaften teilnehmen und gewann beide Male Medaillen. Die Sowjetunion trat jedoch nicht bei den Olympischen Spielen 1948 in London an, wo er gute Erfolgsaussichten gehabt hätte. 1952, als die Sowjetunion erstmals dabei war, konnte er sich nicht mehr qualifizieren.

## Internationale Erfolge
(WM = Weltmeisterschaft, EM = Europameisterschaft, Le = Leichtgewicht)
- 1946, 2. Platz, WM in Paris, Le, mit 347,5 kg, hinter Stanley Stanczyk, USA, 367,5 kg und vor Georgi Popow, UdSSR, 335 kg;
- 1950, 3. Platz (1. Platz), WM + EM in Paris, Le, mit 347,5 kg, hinter Joe Pitman, USA, 352,5 kg und Hamouda, Ägypten, 350 kg.

## UdSSR-Meisterschaften
- 1943, 3. Platz, Le, mit 320 kg, hinter Mamiya Zhigenty, 325 kg und Israel Mechanik, 320 kg;
- 1944, 3. Platz, Le, mit 315 kg, hinter Nikolai Schatow, 342,5 kg und Mechanik, 322,5 kg;
- 1945, 3. Platz, Le, mit 322,5 kg, hinter Zhigenty, 337,5 kg und Mechanik, 330 kg;
- 1946, 2. Platz, Le, mit 342,5 kg, hinter Georgi Popow, 345 kg und vor Alexej Zhizhin, 340 kg;
- 1948, 1. Platz, Le, mit 345 kg, vor Iwan Ljubawin, 337,5 kg und Mechanik, 332,5 kg;
- 1949, 1. Platz, Le, vor Mechanik und Wassili Piven;
- 1950, 1. Platz, Le, mit 352,5 kg vor Piwen, 340 kg und Gawriil Balaschow, 337,5 kg;
- 1951, 1. Platz, Le, mit 350 kg, vor Ljubawin, 335 kg und Balaschow, 335 kg.

## Weltrekord
- 111 kg, Drücken, 1950 in Charkow, Le.